# 木葉站
木葉車站（日语：〔〕／ Konoha eki */?）是位於熊本縣玉名郡玉東町木葉，屬於九州旅客鐵道（JR九州）鹿兒島本線的鐵路車站。站名源自於玉東町的前身木葉村（1955年根據市町村合併制度改名為玉東町）。

## 車站構造
本站為具有有2面3線式月台的地面車站。有時候在本站普通列車會退避，讓特別急行列車先行。
本站的舊站房為模仿倉庫形式的木造建築物，但在1997年（平成9年）毀於火災。之後則在由組裝屋蓋成的2個榻榻米大的臨時站房裡執行車站業務。臨時站房位於北側，南北兩側有一自由通路可行。
本站由玉東町商工會進行業務委託車站的業務。站內沒有MARS座席指定券的發售，也沒有設置POS端末機的設備，但設有近距離自動售票機。

### 月台配置
| 月台 | 路線        | 方向     | 目的地                   |
| ---- | ----------- | -------- | ------------------------ |
| 1    | ■鹿兒島本線 | 下行     | 熊本、八代／肥後大津方向 |
| 2    | （停用）    | （停用） | （停用）                 |
| 3    | ■鹿兒島本線 | 上行     | 玉名、大牟田、博多方向   |

## 車站周邊
本站位於玉東町的中心位置 。車站的另一面為廣闊的耕地，現在進行住宅地的開發。
- 玉東町公所
- 西安寺五輪塔群
- 西南事變古戦場
- 高月官軍墓地
- 宇蘇浦官軍墓地
- 丸田公園

## 周邊公車路線
木葉站前巴士站
- 産交公車

玉東町公所前巴士站
- 産交公車

## 历史
- 1892年（明治25年）4月1日－九州鉄道（初代）開始設站。
- 1907年（明治40年）7月1日－九州鐵道（初代）國有化由帝國鐵道廳所管。
- 1965年（昭和40年）9月10日－荒木站～熊本站間開始電氣化鐵路。
- 1966年（昭和41年）12月22日－木葉站～田原坂站間複線化。
- 1967年（昭和42年）9月26日－肥後伊倉站～木葉站間複線化。
- 1987年（昭和62年）4月1日－依據國鐵分割民營化由九州旅客鐵道繼承。

## 相鄰車站
九州旅客鐵道（JR九州）
鹿兒島本線
肥後伊倉－木葉－田原坂（※）－植木
（※）一部分的普通列車通過田原坂站。

## 外部連結
- 木葉站（JR九州） （页面存档备份，存于）